# Vingtaine (Jersey)
Pour les articles homonymes, voir vingtaine.

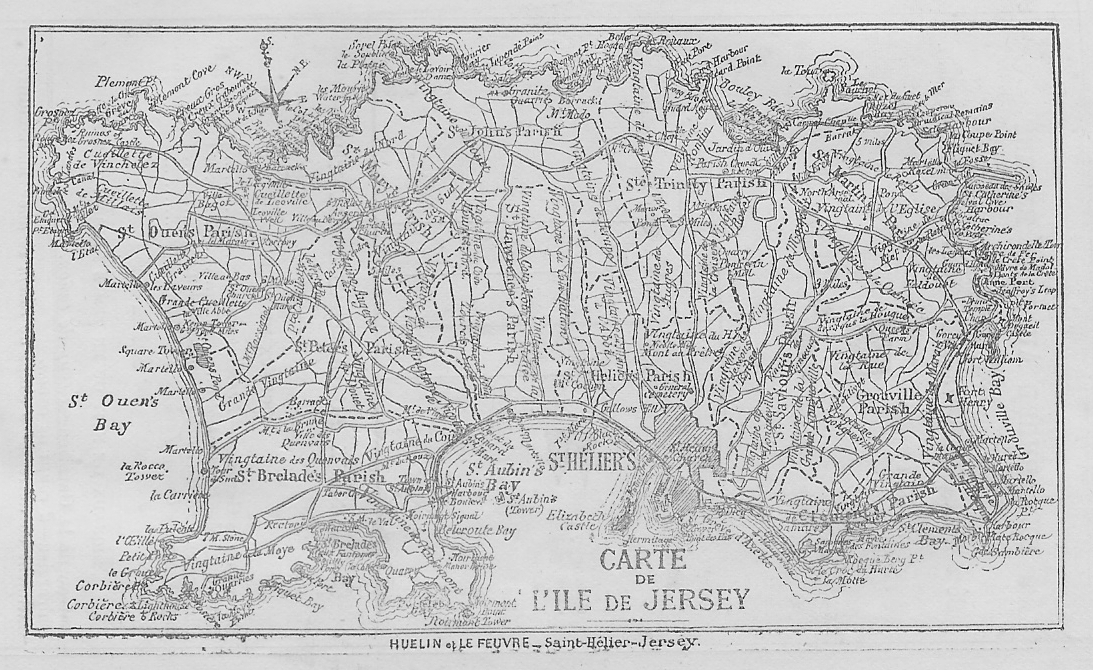
Carte datant de 1891 montrant les vingtaines et les cueillettes de Jersey

La vingtaine est une subdivision politique de Jersey.
Chaque paroisse de Jersey se subdivise en vingtaines, à l’exception de Saint-Ouen qui se subdivise, quant à elle, en cueillettes (tchilliettes en jersiais) au lieu de vingtaines. De plus, la Vingtaine de la Ville de Saint-Hélier se subdivise en deux cantons.
Dans chaque vingtaine, les vingteniers et les officiers du connétable sont élus en tant qu'éléments du système de police honorifique de Jersey. Ils ne sont pas tenus de résider dans la vingtaine ou la cueillette relevant de leur compétence, mais ils doivent vivre dans la paroisse qu’ils représentent sauf à Saint-Hélier, où les contribuables et les mandataires sont éligibles. 
Les vingteniers sont élus pour une durée de trois ans à une vingtaine (ou une cueillette) particulière dans cette paroisse par une assemblée paroissiale d’électeurs et de contribuables. Les vingteniers maintiennent l'ordre dans la paroisse et jouent un rôle administratif dans leur vingtaine dans des tâches comme la Visite du branchage.
Les officiers du connétable sont élus à une vingtaine ou une cueillette à une Assemblée des électeurs de cette paroisse. Ils aident les centeniers et les vingteniers de la paroisse à maintenir l'ordre de la communauté.
Des inspecteurs des routes sont élus à une vingtaine ou une cueillette à une Assemblée des électeurs de la paroisse. Ils ont la responsabilité de veiller à l’entretien des routes et des chemins détournés de leur vingtaine.
Comme les officiers de police honorifique, les inspecteurs des routes sont assermentés, en tant qu’officiers, à la cour royale. Les inspecteurs des routes relèvent du Comité des chemins de leur paroisse dont ils doivent faire appliquer les décisions.
Les vingtaines de chaque paroisse sont :

## Grouville
- La Vingtaine des Marais
- La Vingtaine de la Rue
- La Vingtaine de Longueville
- La Vingtaine de la Rocque

Les Minquiers font partie de la paroisse de Grouville, mais sont inhabités.

## Saint-Brélade
- La Vingtaine de Noirmont
- La Vingtaine du Coin
- La Vingtaine des Quennevais
- La Vingtaine de la Moye

## Saint-Clément
- La Grande Vingtaine
- La Vingtaine du Rocquier
- La Vingtaine de Samarès

## Saint-Hélier
- La Vingtaine de la Ville
  - Canton de Bas de la Vingtaine de la Ville
  - Canton de Haut de la Vingtaine de la Ville
- La Vingtaine du Rouge Bouillon
- La Vingtaine de Bas du Mont au Prêtre
- La Vingtaine de Haut du Mont au Prêtre
- La Vingtaine du Mont à l'Abbé
- La Vingtaine du Mont Cochon

## Saint-Jean
- La Vingtaine du Nord
- La Vingtaine de Hérupe
- La Vingtaine du Douet

## Saint-Laurent
- La Vingtaine de la Vallée
- La Vingtaine du Coin Hâtain
- La Vingtaine du Coin Motier
- La Vingtaine du Coin Tourgis Nord
- La Vingtaine du Coin Tourgis Sud

## Saint-Martin
- La Vingtaine de Rozel
- La Vingtaine de Faldouet
- La Vingtaine de la Quéruée
- La Vingtaine de l'Église
- La Vingtaine du Fief de la Reine

Les Écréhous font partie de la paroisse de Saint-Martin, mais sont inhabités.

## Sainte-Marie
- La Vingtaine du Sud
- La Vingtaine du Nord

## Saint-Ouen
Exceptionnellement, les subdivisions de cette paroisse ne sont pas appelées vingtaines mais cueillettes.
- La Petite Cueillette
- La Grande Cueillette
- La Cueillette de Grantez
- La Cueillette de Millais
- La Cueillette de Vinchelez
- La Cueillette de Léoville

## Saint-Pierre
- La Vingtaine du Douet
- La Vingtaine de Saint-Nicolas
- La Grande Vingtaine
- La Vingtaine des Augerez
- La Vingtaine du Coin Varin

## Saint-Sauveur
- La Vingtaine de Maufant
- La Vingtaine de Sous la Hougue
- La Vingtaine des Pigneaux
- La Vingtaine de la Grande Longueville
- La Vingtaine de la Petite Longueville
- La Vingtaine de Sous l'Église

## La Trinité
- La Vingtaine de la Ville-à-l'Évêque
- La Vingtaine de Rozel
- La Vingtaine du Rondin
- La Vingtaine des Augrès
- La Vingtaine de la Croiserie

## Référence
1. ↑  Loi (1914) sur la voirie